# Hemidactylus beninensis
Hemidactylus beninensis là một loài thằn lằn trong họ Gekkonidae. Loài này được Bauer, Tchibozo, Pauwels & Lenglet mô tả khoa học đầu tiên năm 2006.